# Małgorzata Maria Grąbczewska
Małgorzata Maria Grąbczewska (ur. 1980) – polska historyczka sztuki, muzealniczka, tłumaczka, menedżerka kultury.

## Życiorys
Małgorzata Grąbczewska pochodzi z Sochaczewa, gdzie ukończyła szkołę średnią. W latach 1999–2004 studiowała w ramach Międzywydziałowych Indywidualnych Studiów Humanistycznych na Uniwersytecie Warszawskim, otrzymując w 2004 dyplom magistra historii sztuki. Kształciła się w zakresie muzeologii na École du Louvre w Paryżu (2004–2005). W 2023, po odbyciu studiów doktoranckich, otrzymała na Uniwersytecie Gdańskim stopień doktorki nauk humanistycznych w dyscyplinie nauki o sztuce na podstawie napisanej pod kierunkiem Stanisława Rośka dysertacji Fotografia jako praktyka kulturowa na przykładzie zjawisk fotograficznych w XIX i 1. poł. XX wieku.
Jej zainteresowania badawcze obejmują takie zagadnienia jak: strategie kolekcjonerskie i wystawiennicze, kolekcjonerstwo a polityka społeczna, relacje między władzą a sztuką od epoki nowożytnej po współczesność, kolekcjonerstwo czasów Oświecenia, historia fotografii, fotografia wernakularna, praktyki fotograficzne w XIX i XX w., krytyczne badanie źródeł.
W latach 2005–2012 pracowała jako kustoszka w Bibliotece Polskiej w Paryżu. Od kwietnia 2010 do czerwca 2011 była także asystentką komisarza wystawy w Réunion des musées nationaux et du Grand Palais. Następnie pracowała jako zastępczyni kierownika Zakładu Zbiorów Ikonografii Biblioteki Narodowej w Warszawie (2012–2013), ekspertka ds. dyplomacji publicznej i kulturalnej Ambasady RP w Paryżu (2013–2016), główna specjalistka ds. współpracy zagranicznej Muzeum Historii Polski w Warszawie (2016–2018) oraz w Muzeum Łazienki Królewskie w Warszawie (2018–2025), w tym od stycznia 2021 do stycznia 2025 jako zastępczyni dyrektora do spraw muzealnych. W sierpniu 2025 została dyrektorką Instytutu Polskiego w Paryżu.
Tłumaczka literatury francuskojęzycznej, w tym książek takich autorów jak: Antoine Dole (Mr Tan), Éric Veillé, Aleksander Ken. Redaktorka naczelna czasopisma Dagerotyp. Studia z historii i teorii fotografii. Współpracowniczka Polskiego Słownika Biograficznego.
Członkini zarządu Stowarzyszenia Europejskich Rezydencji Królewskich oraz w kadencji 2022–2026 prezeska Stowarzyszenia Historyków Fotografii.
Laureatka Olimpiady Artystycznej (1999). Za publikację Obietnica szczęścia. Maria Papa Rostkowska w 2023 została wyróżniona w konkursie Najpiękniejsze Książki Roku, a w 2024 w konkursie Muzealna Książka Roku.
W 2025 została odznaczona przez prezydenta Francji Krzyżem Kawalerskim Orderu Narodowego Zasługi.